# Acacia lophanthoides
Acacia lophanthoides é uma espécie de leguminosa do gênero Acacia, pertencente à família Fabaceae.